# Wayne Hightower
Wayne A. Hightower (Filadelfia, 14 gennaio 1940 – Filadelfia, 18 aprile 2002) è stato un cestista statunitense, professionista nella NBA e nella ABA.

## Carriera
È stato selezionato dai Philadelphia Warriors al primo giro del Draft NBA 1962 (5ª scelta assoluta).

## Palmarès
- Campionato spagnolo: 1

Real Madrid: 1961-1962
- Copa del Rey: 1

Real Madrid: 1962
- ABA All-Star Game: 1

1969
- Cinquantasettesimo migliore rimbalzista di sempre ABA